# Хайдар Абу Бакр аль-Аттас
Хайдар (Хейдар) Абу Бакр Аль-Аттас (араб. حيدر أبو بكر العطاس‎; род. 5 апреля 1939 года, Эль-Хурайда (пров. Хадрамаут), Британский протекторат Аден) — йеменский политик и государственный деятель.

## Биография
Хайдар Абу Бакр Аль-Аттас родился 5 апреля 1939 года в Эль-Хурайда провинции Хадрамаут). Среднее образование получил в Южном Йемене, высшее (Высший технический колледж) — в Каире. Инженер-электротехник, имеет степень бакалавра инженерных наук. В 1960 году вступил в ряды Движения арабских националистов. Активный участник освободительной войны, с 1963 года член Национального фронта освобождения оккупированного Юга Йемена, в 1972-78 годах был членом ЦК Объединённой политической организации Национальный фронт.
Работал в министерстве общественных работ Южного Йемена, затем инженером управления электроснабжения провинции Хадрамаут.
С апреля 1969 — министр общественных работ и транспорта НДРЙ, с 1975 — министр транспорта. С октября 1977 — и. о. министра строительства, с декабря 1978 — министр строительства.
С 14 февраля 1985 года на XIX сессии Верхового народного совета НДРЙ был утверждён премьер-министром Народной Демократической Республики Йемен и избран членом Президиума Верховного народного совета (ВНС). Занимал этот пост до 8 февраля 1986 года.
С I съезда Йеменской социалистической партии (октябрь 1978 года) — член Центрального комитета партии, на II (чрезвычайном) съезде в 1980 году был переизбран в состав ЦК, с 11 января 1985 — член Политбюро ЦК ЙСП. Был награждён несколькими йеменскими и иностранными орденами, в том числе советским орденом «Знак Почёта».
В событиях января 1986 г. участия не принимал (был с визитом в Индии), с 16 по 23 января находился в СССР, где вёл переговоры об урегулировании внутрийеменского конфликта.
С 24 января 1986 — заместитель председателя президиума ВНС и вр.и. о. председателя президиума ВНС.
С 8 февраля 1986 — председатель президиума ВНС.
С мая 1990 по 9 мая 1994 — премьер-министр объединённой Йеменской Республики.
С 21 мая 1994 по 7 июля 1994 — премьер-министр непризнанной Демократической республики Йемен во время гражданской войны.
С июля 1994 в эмиграции в Иордании, затем в ОАЭ и Саудовской Аравии.
Был заочно приговорён к смертной казни в 1998 году, в мае 2003 года попал под общую амнистию, после чего вернулся в Йемен.
Женат, имеет троих детей.